# Pingstkyrkan Ölmstad
Pingstkyrkan Ölmstad är en kyrkobyggnad i Ölmstad i Sverige. Den tillhör pingströrelsen, och invigdes 1977.